# Солдатов, Александр Иванович
Александр Иванович Солдатов (1918, Малый Кантат, Енисейская губерния — 28 октября 1944, Словакия) — командир орудия 904-го артиллерийского полка (351-я стрелковая дивизия, 18-я армия, 4-й Украинский фронт), старший сержант.

## Биография
Александр Иванович Солдатов родился в деревне Малый Кантат Красноярского уезда Енисейской губернии (в настоящее время Большемуртинский район Красноярского края). Окончил 4 класса школы, работал учётчиком в деревне.
В 1939 году Большемуртинским райвоенкоматом был призван в ряды Красной армии. На фронтах Великой Отечественной войны с июня 1941 года.
В Станиславской области (Ивано-Франковская область) в бою за село Буковна 12 апреля 1944 года бойцы расчёта старшего сержанта Солдатова отразили 3 контратаки противника, уничтожив большое количество живой силы противника. В последующих боях расчётом было разбито 10 повозок с военным имуществом и боеприпасами и до 20 солдат противника. Приказом по 351-й стрелковой дивизии старший сержант Солдатов был награждён орденом Славы 3-й степени.
В бою 27 июля 1944 года за село Глыбовка Богородчанского района Станиславской области старший сержант Солдатов во главе расчёта, прикрывая огнём орудия пехоту, подбил танк и тягач противника, рассеял и частично уничтожил свыше взвода солдат противника. В этом бою его расчёт захватил тягач противника и взял в плен несколько солдат противника.

29 июля в бою за село Струтинь Золочевского района Львовской области он с бойцами расчета, выкатив орудие на открытую огневую позицию, подбил 2 танка, истребил много пехоты противника. Приказом по войскам 18-й армии от 30 августа 1944 года он был награждён орденом Славы 2-й степени.
В ходе Карпатско-Ужгородской операции и при прорыве обороны противника на границе с Чехословакией 6—7 октября 1944 года расчёт старшего сержанта Солдатова во взаимодействии с пехотой уничтожил 4 огневые точки, разбил автоматическую зенитную пушку, 2 дзота, а 7 октября при отражении нескольких контратак противника уничтожил около 40 солдат противника. 10 октября прямой наводкой огнём орудия уничтожил 2 пулемётных точки, мешавших продвижению стрелковых подразделений. Указом Президиума Верховного Совета СССР от 24 марта 1945 года он был награждён орденом Славы 1-й степени (посмертно).
28 октября 1944 года старший сержант Солдатов погиб в бою.

## Память
- Был похоронен в городе Ужгород.